# FC Internazionale Milano
A Football Club Internazionale Milano (röviden: Internazionale vagy Inter) egy milánói székhelyű olasz futballklub. Az 1908-ban alakult együttes az AC Milannak is otthonul szolgáló Stadio Giuseppe Meazzában játssza mérkőzéseit.
A klub színei a kék és fekete.
Az Inter – a Juventus 2006-os, bundabotrány miatti kiesése óta – az egyetlen olasz csapat, amely története során mindvégig a legmagasabb osztályban tudott maradni. 2010-ben pedig egyedüli olasz klubként triplázni tudott, azaz megnyerte egy szezonon belül a hazai bajnokságot és kupát, valamint a Bajnokok Ligáját.

## Története
A klubot 1908. március 9-én alapította az AC Milant (akkori nevén Milan Cricket and Football Club) elhagyó, 44 fős svájci és olasz csoportosulás. A Ristorante Orologio nevű, leginkább művészek által látogatott, jó nevű milánói étteremben gyűltek össze Giorgio Muggiani grafikus és festőművész vezetésével. Elégedetlenségük – mely végül új klub alapítására sarkallta őket – oka az anyaegyesület akkori játékospolitikája volt, amely az olaszokat favorizálta. Így született meg a külföldi játékosokat is elfogadó új egyesület, amely – hogy ezen nézetét így is kinyilvánítsa – az Internazionale, azaz nemzetközi nevet kapta.
Muggiani rögtön el is készítette a klub arany-kék-fekete címerét, amely ugyan több változáson is átesett az évek folyamán, ma azonban az eredetihez nagyon közeli formában díszíti a csapat mezét. Az első elnök Giovanni Paramithiotti, míg az első csapatkapitány a svájci Hernst Manktl lett.
Az újonnan alakult egyesület első sikere nem váratott sokat magára: a Virgilio Fossati neve fémjelezte csapat, mindössze két évvel a megalakulást követően, megnyerte az olasz bajnokság 1910-es kiírását. Ezt követte a második scudetto (olasz bajnoki cím – a szó jelentése pajzsocska, amely a mindenkori címvédő mezén viselt pajzs alakú, zöld-fehér-piros emblémára utal) 1920-ban, ekkor már az időközben az első világháborúban elhunyt Fossati nélkül.
A bajnokság történetének legzűrösebb kiírása következett 1921-1922-ben, amely egyben a klub történetének leggyengébb szereplése is. A szezonban két szövetség égisze alatt két bajnokság is indult. A FIGC (Federazione Italiana Gioco Calcio) mellett az új szövetség a CCI (Confederazione Calcista Italiana) külön kiírást szervezett. Az Inter ez utóbbi B csoportjában indulva végzett utolsó helyen, mely papíron kiesést vont maga után. Emilio Colombo, a La Gazzetta dello Sport igazgatója azonban a ligák összevonását és az olasz futball kaotikus állapotának helyreállítását kezdeményezte. Ennek folyományaként az Inter elindulhatott az összevont rájátszásban. Az első körben a Sport Club Italia di Milanót kapta ellenfélül, amely azonban – feltehetőleg több játékosának katonai kötelezettsége miatt – nem tudott tizenegy játékost kiállítani, így az Inter a zöld asztalnál 2-0-val abszolválta a párosítást. A második körben aztán a Libertas Firenze elleni 3-0 és 1-1 a bent maradást jelentette a csapatnak. A dolognak kissé visszás felhangot adott a Venezia kiesése. A velenceiek ugyanis két hellyel is megelőzték az Intert a bajnokságban, amivel papíron bent maradtak volna, azonban az összevonás miatt kénytelenek voltak indulni a rájátszásban, melynek során végül kiestek. 1928-ban a fasiszta rezsim kényszerrel összevonta a csapatot a Milanese Unione Sportivával, nevét pedig Ambrosiana SS Milanóra változtatta, a város védőszentjére, Szent Ambrusra (latinul Ambrosius) utalva. A klub címere és meze is megváltozott. Az Inter a teljes mezt uraló, Milánó város címerében is szereplő Szent György kereszttel játszotta meccseit. 1929-ben ismét névváltozás következett, ezúttal AS Ambrosianára. Ezen a néven nyerte meg a csapat harmadik bajnoki címét 1930-ban. 1931-ben megint új nevet kapott az egyesület, mivel az emberek továbbra is Internek hívták, ami a tagokon keresztül nyomást helyezett az új elnök, Pozzani vállára. Így lett a csapat három éven belül a harmadik nevén AS Ambrosiana-Inter. Ezzel a névvel két további bajnoki cím következett: az 1937-1938-as és az 1939-1940-es kiírásban is az Inter gyűjtötte a legtöbb pontot. Az első Coppa Italia győzelem a két bajnoki cím közé beékelődve, az 1938-1939-es szezonra datálódik.
1927 és 1940 között játszott a klubban annak máig legnagyobb legendának számító játékosa, Giuseppe Meazza, akinek nevét ma a stadion is viseli. Ő továbbá a klub történetének legeredményesebb játékosa is, 408 meccsen szerzett 287 góljával.
A második világháborút követően, 1945 októberében a csapat utolsó névváltoztatása következett, ekkor FC Internazionale Milanóra.

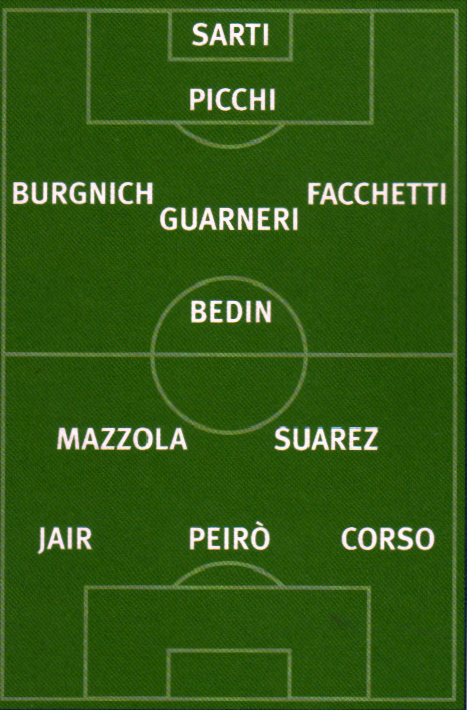
A BEK-győztes csapat

Meazza visszavonulását követően újabb nagyszerű generáció volt feltörőben, melynek egyik legjelesebb alakja a magyar Nyers István volt. Nyers mellett meghatározó volt még az olasz Benito Lorenzi és a svéd Lennart Skoglund. A sikerek fő kovácsa azonban a játékosként 1938-ban világbajnok Alfredo Foni vezetőedző volt, aki végül két bajnoki címet nyert, jelesül a hatodikat (1953) és a hetediket (1954). 1955. május 28-án aztán bekövetkezett az az esemény, amely nagyban meghatározta az Inter történetét: a csapat teljes jogú tulajdonosa az olajmágnás Angelo Moratti lett. Moratti a gyenge 1954-1955-ös szezont követően menesztette Fonit, akinek regnálását öt sikertelen év alatt tíz edzőváltás követte. Ezen időszak alatt kétszer is Meazza vezette a csapatot, aki azonban nem tudta megismételni a játékosként elért sikereket.
Moratti elnöki regnálása tehát nem indult éppen sikeresen, azonban 1960-ban sportvezetői pályafutásának legjobb húzását követte el: leszerződtette vezetőedzőnek az argentin Helenio Herrerát. Herrera ezt megelőzően a Barcelonát vezette két idényen keresztül, mellyel két spanyol bajnoki címet, egy spanyol kupát és egy Vásárvárosok kupáját nyert. Sikerei ellenére azonban távoznia kellett, mivel több személyes nézeteltérése is támadt a klubon belül, többek között a korszak legnagyobb barcelonai sztárjával, a magyar Kubala Lászlóval. Moratti tehát azonnal lecsapott a tehetséges trénerre, aki később három bajnoki cmíet (1963, 1965, 1966), két BEK-et (1964, 1965) és két Interkontinentális kupát (1964, 1965) nyert a csapattal.
A klub történetének legsikeresebb időszaka volt az Herrera-éra. Az akkori csapatot a mai napig csak úgy emlegetik Grande Inter (Nagy Inter). A csúcsot mindenképpen a három BEK-döntő jelentette. 1964-ben a Real Madridot múlta felül 3-1-re, majd a következő, 1965-ös fináléban a korszak egyik legnagyobb sikercsapatát, az Eusébióval felálló, kétszeres győztes Benficát verte 1-0-ra. A következő szezonban elődöntőig jutott a csapat, melyet a későbbi győztes Real Madrid búcsúztatott 2-1-es összesítéssel. Az 1967-es évben ismét a fináléig menetelt az Inter, a lisszaboni döntőben azonban 2-1-re kikapott a skót Celtic-től.
A sikerkorszak kiemelkedő játékosai voltak többek között Giacinto Facchetti, Sandro Mazzola, Armando Picchi, Tarcisio Burgnich, a spanyol aranylabdás Luis Suárez és a brazil Jair. A kétségtelenül világklasszis emberanyag mellett azonban a siker legfőbb kulcsa Herrera védekezésen és kontrajátékon alapuló taktikája, a Catennaccio volt, amely évtizedekre meghatározta az olasz futball fejlődését és külföldi megítélését. A rendszert az osztrák Karl Rappan alkotta meg az 1930-40-es években, azonban Herrera volt az, aki tökélyre fejlesztette, és igazán nagy sikereket ért el vele.

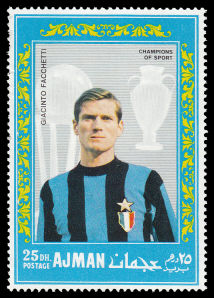
Facchetti

Mint minden nagy korszak, a Grande Inter érája is véget ért egyszer. Moratti és Herrera távoztak a felejthető 1967-1968-as szezont követően, melyben a csapat erejéből csupán a Serie A ötödik helyére futotta. Az edzői teendőket a korábbi sikerkovács Alfredo Foni vette át, míg az új elnök Ivanoe Fraizzoli lett. Foni azonban csak egy helyet tudott javítani az egy évvel korábbi, gyenge szereplésen, így a szezon végeztével mennie kellett. Helyét egy jól csengő név, a paraguayi Herriberto Herrera vette át, aki azonban csak nevében hasonlított a híres elődre. A Juventusszal az azt megelőző szezonban bajnok mester is csak egy ezüstre volt jó 1970-ben, akit végül a gyenge 1970-1971-es szezonrajtot követően menesztettek. Az ötödik fordulónál jártunk ekkor, a "tűzoltás" feladatát pedig az ificsapat addigi trénerére, Giovanni Invernizzire bízták. A váltás nem várt eredményt hozott, és a hamvaiból főnixmadárként feltámadó Inter végül megnyerte tizenegyedik bajnoki címét. A Grande Interből ekkorra már csak Brugnich, Mazzola, Facchetti, Corso, Bedin és Jair maradtak, olyan nevekkel kiegészülve, mint Mario Bertini, Roberto Boninsegna és a fiatal Gabriele Oriali. A következő szezonban ismét csalódást keltő, negyedik helyen végzett a csapat a Serie A-ban, a BEK-ben viszont egészen a döntőig menetelt, ahol azonban egy 2-0-ra elbukott mérkőzésen alulmaradt a Johan Cruijff inspirálta Ajax ellen. Ezután edzőváltás edzőváltást követett, a sikerek mégis szinte teljesen elkerülték a csapatot a hetvenes évek további részére, mely csak egy olasz kupát tudott begyűjteni 1978-ban.
Az 1979-1980-as szezon, Eugenio Berselli vezetésével végül meghozta a régóta várt újabb Scudettót. A csapat meghatározó nevei voltak többek között Giuseppe Baresi, Alessandro Altobelli, Gabriele Oriali, Evaristo Beccalossi és Giampiero Marini. A keretben szép számmal kaptak helyet a saját nevelésű játékosok.
A nyolcvanas években a csapat szinte lemásolta a hetvenes évekbeli teljesítményét: új elnök (Ernesto Pellegrini, 1984), edzőváltások, csalódást keltő teljesítmény a Serie A-ban és a nemzetközi porondon, valamint egy újabb Coppa Italia győzelem (1982). Nagy nevekben pedig nem volt hiány, hiszen a csapatnál olyan játékosok fordultak meg az évek során, mint Karl-Heinz Rummenigge, Lothar Matthäus, Daniel Passarella, Enzo Scifo, Liam Brady vagy éppen Marco Tardelli. 1986-ban aztán érkezett edzőnek Giovanni Trapattoni, aki akkoriban a Juventusszal halmozott sikert sikerre (10 év alatt hat bajnoki cím, két UEFA-kupa- és egy BEK-győzelem). Vezetésével ugyan remekül kezdett a csapat, mégis trófea nélkül zárta a szezont, csak úgy mint a következőt. Ennek ellenére hagyták dolgozni, aminek 1989-ben a 13. bajnoki cím lett az eredménye, melyet pontrekorddal és csupán két vereséggel abszolvált a csapat. A történelmi szezont két bajnoki bronz és az első kettő UEFA-kupa-győzelem követte (1991, 1994), melyek után azonban Trapattoni visszatért a Juventushoz.
1995-ben érkezett az egykori tulajdonos, Angello Moratti fia, Massimo Moratti, és átvette a klubot. Moratti új játékosokat hozott a csapathoz, úgy mint Roberto Carlos da Silva, Paul Ince, Javier Zanetti, 1997-ben pedig Ronaldo, aki a San Siro közönsége előtt emelhette a magasba az Aranylabdát. A csapat Ronaldo vezetésével UEFA-Kupát nyert 1998-ban.
2004. január 18-án Moratti lemondott, az új elnök Giacinto Facchetti, a klub egykori hátvédje lett. A 2004-2005-ös szezonban az új edző Roberto Mancini lett. A 2006-os olasz bundabotrányt követően -17 év elteltével újra- az Interé lett a bajnoki cím. Szeptemberben azonban egy szomorú hír sújtotta a csapatot: elhunyt az egykori Inter játékos és elnök, Facchetti. Emlékére a csapat visszavonultatta a 3-as számú mezt és Massimo Moratti lett a régi-új elnök.  

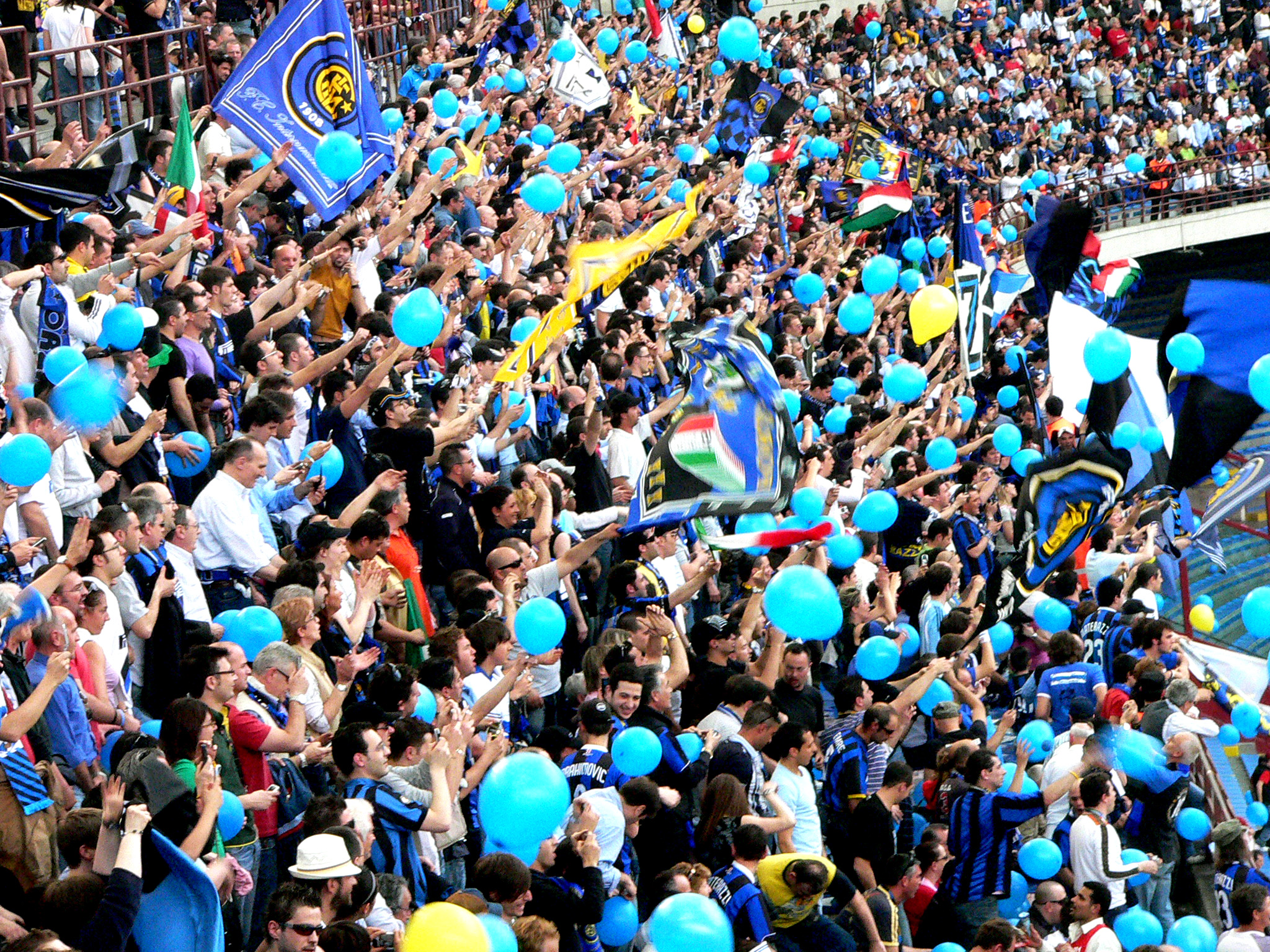
Szurkolók ünneplik az újabb bajnoki címet

A 2006-2007-es szezon végén újabb bajnoki címnek örülhettek a kék-feketék, ráadásul egy rekordnak számító 17 meccses győzelmi sorozatot produkáltak a Scudettoért vívott harcban. A következő év viszont már egyáltalán nem volt ilyen egyszerű. 2008. május 18-án játszották a Serie A utolsó fordulóját, amikor az Intert és a Rómát csak egy pont választotta el a tabella elején. Az Inter nyerni tudott a Parma otthonában, a Róma pedig döntetlent játszott a Catania otthonában, így az Inter lett a 2007-08-as Serie A idény bajnoka immáron harmadszor egymás után. A Bajnokok Ligájában a Liverpool jelentette a végállomást a nyolcaddöntőben. A kettős vereség után Roberto Mancini bejelentette, hogy elhagyja a csapatot, hogy aztán nem sokkal később meggondolja magát. Ezzel nem tett jót a csapatnak és ennek is volt köszönhető a szoros véghajrá a bajnokságban. A szezon végén Moratti menesztette Mancinit. Az olasz tréner 2004 és 2008 között 3 bajnoki címet, 2 olasz kupát és 2 olasz szuperkupát nyert az Interrel, ennek ellenére sokan vádoltak azzal, hogy a nemzetközi porondon nem tudott igazán nagy áttörést elérni.
A 2008-09-es szezonra egy nagynevű edző, José Mourinho érkezett a csapatot irányítani. Rögtön az első idényében megnyerte a bajnokságot, azonban a Bajnokok Ligájából ismét a nyolcaddöntőben búcsúzott a gárda, ezúttal a Manchester United ellen. A 2009-10-es szezonban sorozatban ötödször lett bajnok az Inter, valamint az Olasz Kupát is sikerült elhódítani. A Bajnokok Ligája nyolcaddöntőjében a Nerazzuri Mourinho volt csapatával, a Chelsea-vel került szembe. A továbbjutás itt sem és a CSKA Moszkva ellen sem forgott veszélyben, az elődöntőben pedig a Barcelonát sikerült búcsúztatni általános meglepetésre 3-2-es összesítéssel. A döntőbe a másik ágon a Bayern München jutott, a Santiago Bernabeu-ban megrendezett finálét az Inter nyerte 2-0 arányban, két Diego Milito góllal. Ezzel a teljesítménnyel az Inter lett az első – és ezidáig egyetlen – olyan olasz csapat, amely triplázni tudott egy szezonban (Bajnokság, Kupa, BL). Mourinho nem sokkal később bejelentette távozását, és a Real Madrid edzője lett.
A portugál után a Liverpool volt edzőjét, Rafa Benítezt nevezték ki a 2010-11-es idényre. Az új mester kezei alatt a csapat közel sem teljesített olyan jól, mint Mourinho edzősködése idején. Benítezzel végül Olasz Szuperkupát és Klub Világbajnokságot nyert a csapat, így tehát az Inter 2010-ben öt serleget hódított el (egyedül az Európai Szuperkupát nem sikerült az Atletico Madrid ellen). Mivel a bajnokságban eléggé lemaradt a gárda az éllovasoktól, a Klub Világbajnokság után pedig az edző nyilvánosan kritizálta a vezetőséget, Benítezt menesztették. Hozzátartozik az év krónikájához az is, hogy a korábban alkalmazott France Football féle Aranylabda szavazáson egyértelműen Wesley Sneijder lett volna a győztes, aki kulcs szerepet játszott az Inter több mint negyven év utáni BL győzelmében és a holland válogatott világbajnoki ezüstérmében. A szabályokat azonban módosították, és az Inter 10-ese általános megdöbbenésre csak az ötödik helyen végzett a szavazáson.
2010. december 24-én Leonardo Araújo lett az Inter trénere, aki a 2008-09-es szezonban a városi rivális AC Milant irányította. Munkája december 29-én kezdődött. Az új edző kinevezése után rekordot döntött meg az egy meccsen gyűjtött átlagpont tekintetében (12 meccsen 30 pont; 2,5 pontos meccsátlag), a csapat azonban így is csak a második lett a városi rivális AC Milan mögött a bajnokságban. Leonardo még távozása előtt begyűjtött egy Olasz Kupa győzelmet a gárdával.
Az Inter Leonardo után hanyatlani kezdett; több edző is megfordult a kispadon. A 2011-12-es szezonban összesen három mester irányította a gárdát, mely hosszú idő után maradt trófea és a BL indulás kiharcolása nélkül. Az Inter annyira megindult lefelé, hogy a 2013-2014-es évadban már egyáltalán nem volt érdekelt semmilyen Európai kupasorozatban. Javier Zanetti a Lazio elleni hazai bajnokin játszotta utolsó mérkőzését, az Inter pedig visszavonultatta a 4-es mezt. 2014 januárjától már Erick Thohir volt a klub új elnöke, Moratti immáron csak tanácsadóként szólhatott bele a csapat ügyeibe. Az indonéz szakember elsőszámú feladata az volt, hogy törleszteni tudja a Moratti által felhalmozott adósságokat, a pályán nem sok sikerben volt része csapatának. Thohir egymaga nem bírta kiegyenlíteni a pénzügyi mérleget, így 2016 nyarán a kínai Suning Group felvásárolta az Intert. A milánói kék-feketék végül 2019 nyarára teljesen megszabadultak adósságaiktól. 2018-ban pedig az akkor 26 éves Steven Zhang lett az Inter új elnöke. 
A csapatot végül Luciano Spalletti vezette vissza a Bajnokok Ligájába, aki 2017 és 2019 között két évig irányította a kék-feketéket, mindkétszer a negyedik helyen végezve. 2018 decemberében Giuseppe Marotta lett a milánói alakulat új vezérigazgatója, aki korábban jelentős sikereket ért el a nagy rivális Juventusnál. Nagy szerepe volt abban, hogy 2019 májusában Antonio Conte aláírjon az Interhez, mint új vezetőedző, valamint abban is, hogy sikerült eltávolítani az öltözőből a morált bomlasztó személyeket.
2021 áprilisában az Inter egyike volt azon 12 klubnak, amely megegyezett az Európai Szuperliga megalapításában.
| Kronológia | | |
| - 1908. március 9., megalakul a Football Club Internazionale. - 1909 · Lombardiai területi selejtező: 3. hely (nem kvalifikál a nemzeti rájátszásba) - 1909–10 · Olasz bajnok (1. alkalommal). - 1910–11· Liguria-Lombardia-Piemont bajnokság: 6. hely - 1911–12 · Liguria-Lombardia-Piemont bajnokság: 4. hely - 1912–13 · Liguria-Lombardia területi selejtező: 3. hely (nem kvalifikál a nemzeti rájátszásba) - 1913–14 · Lombardiai területi selejtező: 1. hely, észak-olasz bajnoki rájátszás: 3. hely - 1914–15 · Kelet-Lombardia és Emilia területi selejtező: 1. hely, észak-olasz bajnoki rájátszás: 3. hely - 1915–16 · 3. a Coppa Federale lombardiai selejtezőcsoportjában - 1916-17 · 2. a Lombard regionális kupában - 1917-18 · Coppa Mauro: 2. hely a Milan ellen elvesztett rájátszás után - 1918-19 · Coppa Mauro: 3. hely - 1919–20 · Olasz bajnok (2. alkalommal). - 1920–21 · 3. a nemzeti elődöntő D csoportjában - 1921–22 · 12. a Prima Divisione B csoportjában, majd a Libertas Firenze elleni rájátszás megnyerésével megőrzi élvonalbeli tagságát. - 1922–23 · 7. a Prima Divisione A csoportjában - 1923–24 · 3. a Prima Divisione A csoportjában - 1924–25 · 4. a Prima Divisione A csoportjában - 1925–26 · 5. a Prima Divizione A csoportjában - 1926–27 · 5. a Divisione Nazionale döntő csoportjában Olasz kupa harmadik kör. - 1927–28 · 7. a Divisione Nazionale döntő csoportjában Augusztus 31-én az US Milanesével való összevonás után megalakul az Associazione Sportiva Ambrosiana - 1928–29 · 6. a Divisione Nazionale B csoportjában - 1929–30 · Olasz bajnok (3. alkalommal). Közép-európai kupa-elődöntő - 1930–31 · 5. a Serie A-ban - 1931–32 · 6. a Serie A-ban Névváloztatás Ambrosiana-Interre - 1932–33 · 2. a Serie A-ban Közép-európai kupa-döntő az Austria Wien ellen - 1933–34 · 2. a Serie A-ban Közép-európai kupa-nyolcaddöntő - 1934–35 · 2. a Serie A-ban Közép-európai kupa-nyolcaddöntő - 1935–36 · 4. a Serie A-ban Közép-európai kupa-elődöntő Olasz kupa-nyolcaddöntő - 1936–37 · 7. a Serie A-ban Olasz kupa-elődöntő - 1937–38 · Olasz bajnok (4. alkalommal) Közép-európai kupa-nyolcaddöntő Olasz kupa-elődöntő - 1938–39 · 3. a Serie A-ban Olasz kupa-győztes (1. alkalommal) Közép-európai kupa-negyeddöntő - 1939–40 · Olasz bajnok (5. alkalommal) Olasz kupa 32-es főtábla. - 1940–41 · 2. a Serie A-ban Olasz kupa 32-es főtábla - 1941–42 · 12. a Serie A-ban Olasz kupa 32-es főtábla - 1942–43 · 4. a Serie A-ban. Olasz kupa 32-es főtábla - 1943–44 · 3. a Campionato di Guerra dell'Alta Italia elődöntőjében - 1944–45 · 5. A lombard bajnokságban A háború után névváltoztatás Football Club Internazionaléra - 1945–46 · 4. A Divisione Nazionale utolsó csoportköréne - 1946–47 · 10. a Serie A-ban - 1947–48 · 12. a Serie A-ban - 1948–49 · 2. a Serie A-ban - 1949–50 · 3. a Serie A-ban - 1950–51 · 2. a Serie A-ban - 1951–52 · 3. a Serie A-ban - 1952–53 · Olasz bajnok (6. alkalommal) - 1953–54 · Olasz bajnok (7. alkalommal) - 1954–55 · 8. a Serie A-ban - 1955–56 · 3. a Serie A-ban - 1956–57 · 5. a Serie A-ban Vásárvárosok kupája csoportkör - 1957–58 · 9. a Serie A-ban Olasz kupa csoportkör - 1958–59 · 3. a Serie A-ban Olasz kupa-döntő a Juventus ellen - 1959–60 · 4. a Serie A-ban Vásárvárosok kupája-negyeddöntő Olasz kupa-negyeddöntő | - 1960–61 · 3. a Serie A-ban Vásárvárosok kupája-elődöntő Olasz kupa-negyeddöntő - 1961–62 · 2. a Serie A-ban Vásárvárosok kupája-negyeddöntő Olasz kupa-elődöntő - 1962–63 · Olasz bajnok (8. alkalommal). Olasz kupa-nyolcaddöntő - 1963–64 · 2. A Serie A-ban a Bologna elleni vesztes rájátszást követően Bajnokcsapatok Európa-kupája-győztes (1. alkalommal) Olasz kupa-negyeddöntő - 1964–65 · Olasz bajnok (9. alkalommal). Bajnokcsapatok Európa-kupája-győztes (2. alkalommal). Interkontinentális kupagyőztes (1. alkalommal). Olasz kupa-döntő a Juventus ellen - 1965–66 · Olasz bajnok (10. alkalommal). Interkontinentális kupagyőztes (2. alkalommal). Bajnokcsapatok Európa-kupája-elődöntő Olasz kupa-elődöntő - 1966–67 · 2. a Serie A-ban Bajnokcsapatok Európa-kupáj-döntő a Celtic ellen Olasz kupa-elődöntő Névváltoztatás Football Club Internazionale Milano S.p.A.-ra - 1967–68 · 5. a Serie A-ban 3. az olasz kupa döntő csoportjában Interkontinentális kupadöntő a Santos ellen - 1968–69 · 4. a Serie A-ban Olasz kupa 32-es főtábla - 1969–70 · 2. a Serie A-ban Vásárvárosok kupája elődöntő Olasz kupa-negyeddöntő - 1970–71 · Olasz bajnok (11. alkalommal). Vásárvárosok kupája 64-es főtábla Olasz kupa 32-es főtábla - 1971–72 · 5. a Serie A-ban Bajnokcsapatok Európa-kupája-döntő az Ajax ellen Olasz kupa-elődöntő - 1972–73 · 4. a Serie A-ban UEFA-kupa-nyolcaddöntő Olasz kupa-elődöntő - 1973–74 · 4. a Serie A-ban UEFA-kupa 64-es főtábla Olasz kupa-elődöntő - 1974–75 · 9. a Serie A-ban UEFA-kupa 32-es főtábla Olasz kupa-elődöntő - 1975–76 · 4. a Serie A-ban Olasz kupa-elődöntő - 1976–77 · 4. a Serie A-ban Olasz kupa-döntő a Milan ellen UEFA-kupa 64-es főtábla - 1977–78 · 5. a Serie A-ban Olasz kupa-győztes (2. alkalommal). UEFA-kupa 64-es főtábla - 1978–79 · 4. a Serie A-ban Kupagyőztesek Európa-kupája-negyeddöntő Olasz kupa-negyeddöntő - 1979–80 · Olasz bajnok (12. alkalommal). UEFA-kupa 32-es főtábla Olasz kupa-negyeddöntő - 1980–81 · 4. a Serie A-ban Bajnokcsapatok Európa-kupája-elődöntő Olasz kupa-nyolcaddöntő - 1981–82 · 5. a Serie A-ban Olasz kupa-győztes (3. alkalommal). UEFA-kupa 32-es főtábla - 1982–83 · 3. a Serie A-ban Kupagyőztesek Európa-kupája-negyeddöntő Olasz kupa-elődöntő - 1983–84 · 4. a Serie A-ban UEFA-kupa nyolcaddöntő Olasz kupa 32-es főtábla - 1984–85 · 3. a Serie A-ban UEFA-kupa-elődöntő Olasz kupa-elődöntő - 1985–86 · 6. a Serie A-ban UEFA-kupa-elődöntő Olasz kupa-negyeddöntő - 1986–87 · 3. a Serie A-ban UEFA-kupa-negyeddöntő Olasz kupa-negyeddöntő | - 1987–88 · 5. a Serie A-ban UEFA-kupa-nyolcaddöntő Olasz kupa-elődöntő - 1988–89 · Olasz bajnok (13. alkalommal). UEFA-kupa-nyolcaddöntő Olasz kupa-nyolcaddöntő - 1989–90 · 3. a Serie A-ban Olasz szuperkupa-győztes(1. alkalommal). Bajnokcsapatok Európa-kupája 32-es főtábla Olasz kupa-negyeddöntő - 1990–91 · 3. a Serie A-ban UEFA-kupa-győztes (1. alkalommal) a Roma elleni fináléban Olasz kupa-nyolcaddöntő - 1991–92 · 8. a Serie A-ban UEFA-kupa 64-es főtábla Olasz kupa-negyeddöntő - 1992–93 · 2. a Serie A-ban Olasz kupa-negyeddöntő - 1993–94 · 13. a Serie A-ban UEFA-kupa-győztes (2. alkalommal) a Casino Salzburg elleni fináléban Olasz kupa-negyeddöntő - 1994-95 · 6. a Serie A-ban UEFA-kupa 64-es főtábla Olasz kupa-negyeddöntő - 1995–96 · 7. a Serie A-ban UEFA-kupa 64-es főtábla Olasz kupa-elődöntő - 1996–97 · 3. a Serie A-ban UEFA-kupa-döntő a Schalke 04 ellen Olasz kupa-elődöntő - 1997–98 · 2. a Serie A-ban UEFA-kupa győztes (3. alkalommal) a Lazio elleni fináléban Olasz kupa-negyeddöntő - 1998–99 · 8. a Serie A-ban Bajnokok Ligája-negyeddöntő Olasz kupa-elődöntő - 1999–00 · 4. a Serie A-ban Olasz kupa-döntő a Lazio ellen - 2000–01 · 5. a Serie A-ban Elveszített olasz szuperkupa a Lazio ellen Bajnokok Ligája selejtező UEFA-kupa-nyolcaddöntő Olasz kupa-negyeddöntő - 2001–02 · 3. A Serie A-ban UEFA-kupa-elődöntő Olasz kupa-nyolcaddöntő - 2002–03 · 2. a Serie A-ban Bajnokok Ligája-elődöntő Olasz kupa-nyolcaddöntő - 2003–04 · 4. a Serie A-ban UEFA-kupa-negyeddöntő Olasz kupa-elődöntő - 2004–05 · 3. a Serie A-ban Olasz kupa-győztes (4. alkalommal). Bajnokok Ligája-negyeddöntő - 2005–06 · Olasz bajnok (14. alkalommal). Olasz kupa-győztes (5. alkalommal). Olasz szuperkupa-győztes (2. alkalommal). Bajnokok Ligája-negyeddöntő - 2006–07 · Olasz bajnok (15. alkalommal). Olasz szuperkupa-győztes (3. alkalommal). Olasz kupa-döntő a Roma ellen Bajnokok Ligája-nyolcaddöntő - 2007–08 · Olasz bajnok (16. alkalommal). Olasz szuperkupa-döntő a Roma ellen Olasz kupa-döntő a Roma ellen Bajnokok Ligája-negyeddöntő A klub centenáriuma - 2008–09 · Olasz bajnok (17. alkalommal). Olasz szuperkupa-győztes (4. alkalommal). Olasz kupa-elődöntő Bajnokok Ligája-nyolcaddöntő - 2009–10 · Olasz bajnok(18. alkalommal). Olasz kupa -győztes(6. alkalommal). Bajnokok Ligája-győztes (3. alkalommal). Olasz szuperkupa-döntő a Lazio ellen - 2010–11 · 2. a Serie A-ban Olasz kupa-győztes (7. alkalommal). Olasz superkupa győztes (5. alkalommal). Klubvilágbajnok (3. alkalommal). Európai szuperkupa-döntő az Atlético Madrid ellen Bajnokok Ligája-negyeddöntő. - 2011–12 · 6. a Serie A-ban Olasz szuperkupa-döntő a Milan ellen - 2012-13 9. a Serie A-ban Olasz kupa-elődöntő Európa Liga-nyolcaddöntő - 2013-14 5. a Serie A-ban - 2014-15 8. a Serie A-ban Európa Liga-nyolcaddöntő - 2015-16 4. a Serie A-ban Olasz kupa-elődöntő - 2016-17 7. a Serie A-ban Európa Liga-csoportkör - 2017-18 4. a Serie A-ban - 2018-19 4. a Serie A-ban Bajnokok Ligája-csoportkör Európa Liga-nyolcaddöntő |

## Szurkolók

### Riválisok
Az Inter Olaszország legnagyobb derbijei közül kettőben is érintett. Ezek közül a hosszabb múltra visszatekintő rivalizálás az AC Milannal vívott Derby Della Madonnina (Madonnina a Milánói dóm tetején található Madonna-szoborra utal), hiszen az ellentét már a klub megalapításának pillanatától létezett. Eleinte társadalmi különbségek is szerepet játszottak ebben, mivel a Milan szurkolói leginkább a munkásosztályból kerültek ki, és nem ritkán déli gyökerekkel rendelkeztek, míg az Intert támogató tömeg túlnyomó része tősgyökeres milánói közép- és felsőosztálybeli polgár volt. Innen az egymásra aggatott gúnynevek: bauscia (Inter) illetve casciavit (Milan). Előbbi kérkedőt, míg utóbbi csavarhúzót jelent milánói dialektusban. Ezek a különbségek azonban az 1960-as évekre eltűntek.

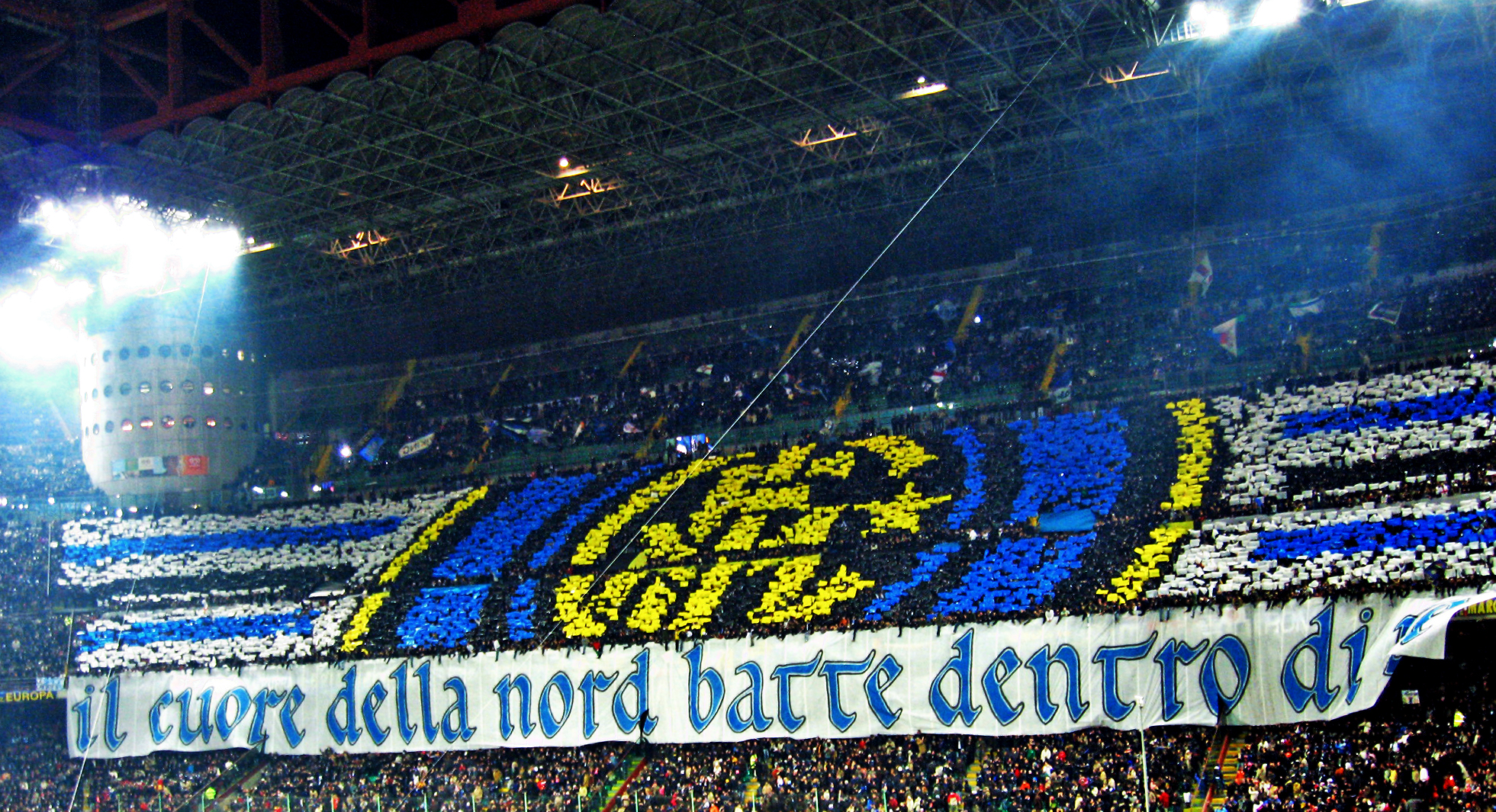
Szurkolók a Milan elleni rangadón

A Juventus ellen vívott rangadó, a Derby d'Italia rövidebb múltra tekint vissza, azonban a rivalizálás – ha lehet – még hevesebb, mint a Milannal szembeni. Ez különösen igaz a Calcipoli néven elhíresült 2006-os olasz labdarúgóbotrány óta. A Juventustól – a botrányban való érintettsége miatt – elvett 2006-os bajnoki címet ugyanis az Internek ítélték, amely ügyben a torinóiak szinte minden lehetséges fronton fellebbeztek, továbbá heves jogi és sajtó támadásokat intéztek a milánóiak ellen. A hangulatot nem csillapította az a tény sem, hogy az Inter ezt követően potom áron szerezte meg a Juventus két, a Serie B-t vállalni nem hajlandó kulcsemberét Zlatan Ibrahimović-ot és Patrick Vieirát.
Maga a Derby d'Italia kifejezés Gianni Brera, olasz újságíró nevéhez fűződik, aki első ízben 1967-ben illette ezzel a névvel a két csapat találkozóját. A modern időkben – egészen a Calciopolit követő szankciók érvényesítéséig – csupán ezen két csapat szerepelt megalapításától kezdve folyamatosan az elsőosztályban. Az elnevezés azonban nem innen ered, hiszen 1967-ben még a Milan és a Bologna is makulátlan élvonalbeli múlttal rendelkezett. Sokkal valószínűbb ok, hogy abban az időben ez a két csapat tudhatta magáénak a legtöbb olasz bajnoki címet.
Az Inter további riválisai még a Napoli és az Atalanta, az elmúlt években ezekhez csatlakozott a Roma is, amely az Inter legnagyobb hazai vetélytársa volt a Calciopoli utáni években.

## Mezgyártók és szponzorok
| Időszak   | Mezgyártó      | Szponzor                                          |
| --------- | -------------- | ------------------------------------------------- |
| 1979–1981 | Puma           |                                                   |
| 1981/1982 | Puma           | Inno-Hit                                          |
| 1982–1986 | Mecsport       | Misura                                            |
| 1986–1988 | Le Coq Sportif | Misura                                            |
| 1988–1991 | Uhlsport       | Misura                                            |
| 1991/1992 | Umbro          | FitGar                                            |
| 1992–1995 | Umbro          | Cesare Fiorucci                                   |
| 1995–1998 | Umbro          | Pirelli                                           |
| 1998–2016 | Nike           | Pirelli                                           |
| 2016–     | Nike           | Pirelli (hivatalos mez), Suning.com (tréning mez) |

## Magyarok az Interben
1926 és 1936 között csak magyar edzők ültek az Inter kispadján. Weisz Árpád háromszor, Viola József, Tóth Potya István és Feldmann Gyula egyszer-egyszer vezette a Nerazzurrikat. Egyikük bajnoki címet is szerzett a csapattal: 1930-ban Weisz Árpád vezetésével a Serie A történetének első győztes edzője magyar volt.
Weisz Árpád egyébként egy szezonon keresztül futballistaként is szerepelt a csapatban, a leghíresebb magyar játékos azonban Nyers István volt az Interben. Nyers 182 bajnokin 133 gólt rúgott hat szezon során (1948-1954). Ezzel máig ő a klub legeredményesebb idegenlégiósa, ráadásul az örökranglistán is a negyedik helyen áll a szerzett gólokat tekintve.

## Szociális aktivitás
Az Inter játékosain keresztül több jótékonysági alapítvány tevékenységében is részt vállal. Ilyenek a Javier Zanetti és felesége, Paula alapította Fundación PUPI (Zanetti beceneve Pupi), amelynek célja a nehéz sorsú argentin gyermekek megsegítése, vagy az Esteban Cambiasso és Zanetti neve fémjelezte Leoni di Portero, amelynek fő profilja a szociálisan izolált és motoros koordinációs rendellenességben szenvedő gyermekek felkarolása.
A klub fő jótékonysági programja, a Massimo Moratti elnöksége elején, 1997-ben útjára indított Inter Campus. Fő célkitűzése a szociálisan hátrányos helyzetű gyermekek megsegítése és társadalomba történő beépítése a labdarúgás segítségével. A program jelenleg 25 országban zajló tevékenységével 10.000 nehéz sorsú gyermeket támogat.
Az Inter Campus Hungary 2010 óta folytatja tevékenységét Magyarországon. Az anyaszervezet emellett jelen van Angolában, Argentínában, Bolíviában, Boszniában, Brazíliában, Bulgáriában, Iránban, Izraelben, Kambodzsában, Kamerunban, Kínában, Kolumbiában, Kongóban, Kubában, Libanonban, Mexikóban, Marokkóban, Olaszországban, Palesztinában, Lengyelországban, Paraguayban, Romániában, Ugandában és Venezuelában is. A szervezet vezetőségének tagja többek között Luis Figo is.

## Játékoskeret
Utolsó módosítás: 2023. november 7.
A vastaggal jelzett játékosok felnőtt válogatottsággal rendelkeznek.
A dőlttel jelzett játékosok kölcsönben szerepelnek a klubnál.

| Mezszám       | Név                 | Nemzetiség                 | Születési hely           | Születési idő (Kor)            | Korábbi csapat            | Érték (€):  | Szerződés lejárta |
| Kapusok       | Kapusok             | Kapusok                    | Kapusok                  | Kapusok                        | Kapusok                   | Kapusok     | Kapusok           |
| ------------- | ------------------- | -------------------------- | ------------------------ | ------------------------------ | ------------------------- | ----------- | ----------------- |
| 1             | Yann Sommer         | Svájc                      | Morges                   | 1988. december 17. (36 éves)   | FC Bayern München         | 5 000 000   | 2026.06.30.       |
| 12            | Raffaele Di Gennaro | Olaszország                | Saronno                  | 1993. október 3. (31 éves)     | AS Gubbio                 | 350 000     | 2024.06.30.       |
| 77            | Emil Audero         | Olaszország                | Mataram                  | 1997. január 18. (28 éves)     | UC Sampdoria              | 6 000 000   | 2024.06.30.       |
| Védők         |                     |                            |                          |                                |                           |             |                   |
| 6             | Stefan de Vrij      | Hollandia                  | Ouderkerk aan den IJssel | 1992. február 5. (33 éves)     | SS Lazio                  | 8 000 000   | 2025.06.30.       |
| 15            | Francesco Acerbi    | Olaszország                | Vizzolo Predabissi       | 1988. február 10. (37 éves)    | SS Lazio                  | 4 000 000   | 2025.06.30.       |
| 28            | Benjamin Pavard     | Franciaország              | Maubeuge                 | 1996. március 28. (29 éves)    | FC Bayern München         | 40 000 000  | 2028.06.30.       |
| 31            | Yann Bisseck        | Németország · Kamerun      | Köln                     | 2000. november 29. (24 éves)   | Aarhus GF                 | 7 000 000   | 2028.06.30.       |
| 32            | Federico Dimarco    | Olaszország                | Milánó                   | 1997. november 10. (27 éves)   | FC Sion                   | 45 000 000  | 2026.06.30.       |
| 36            | Matteo Darmian      | Olaszország                | Legnano                  | 1989. december 2. (35 éves)    | SSD Parma Calcio          | 4 000 000   | 2024.06.30.       |
| 95            | Alessandro Bastoni  | Olaszország                | Casalmaggiore            | 1999. április 13. (26 éves)    | Atalanta BC               | 60 000 000  | 2028.06.30.       |
| Középpályások |                     |                            |                          |                                |                           |             |                   |
| 2             | Denzel Dumfries     | Hollandia · Aruba          | Rotterdam                | 1996. április 18. (29 éves)    | PSV Eindhoven             | 28 000 000  | 2025.06.30.       |
| 5             | Stefano Sensi       | Olaszország                | Urbino                   | 1997. augusztus 5. (27 éves)   | US Sassuolo Calcio        | 8 000 000   | 2024.06.30.       |
| 7             | Juan Cuadrado       | Kolumbia                   | Necoclí                  | 1988. május 26. (37 éves)      | Juventus FC               | 4 000 000   | 2024.06.30.       |
| 14            | Davy Klaassen       | Hollandia                  | Hilversum                | 1993. február 21. (32 éves)    | AFC Ajax                  | 10 000 000  | 2024.06.30.       |
| 16            | Davide Frattesi     | Olaszország                | Róma                     | 1999. szeptember 22. (25 éves) | US Sassuolo Calcio        | 30 000 000  | 2024.06.30.       |
| 20            | Hakan Çalhanoğlu    | Törökország · Németország  | Mannheim                 | 1994. február 8. (31 éves)     | AC Milan                  | 40 000 000  | 2027.06.30.       |
| 21            | Kristjan Asllani    | Albánia · Olaszország      | Elbasan                  | 2002. március 9. (23 éves)     | Empoli FC                 | 12 000 000  | 2027.06.30.       |
| 22            | Henrih Mhitarján    | Örményország               | Jereván                  | 1989. január 21. (36 éves)     | AS Roma                   | 6 000 000   | 2024.06.30.       |
| 23            | Nicolò Barella      | Olaszország                | Cagliari                 | 1997. február 7. (28 éves)     | Cagliari Calcio           | 75 000 000  | 2026.06.30.       |
| 30            | Carlos Augusto      | Brazília · Olaszország     | Campinas                 | 1999. január 7. (26 éves)      | SC Corinthians Paulista   | 15 000 000  | 2024.06.30.       |
| 42            | Lucien Agoumé       | Franciaország · Kamerun    | Yaoundé                  | 2002. február 9. (23 éves)     | FC Sochaux-Montbéliard    | 7 000 000   | 2025.06.30.       |
| Csatárok      |                     |                            |                          |                                |                           |             |                   |
| 8             | Marko Arnautović    | Ausztria · szerb           | Bécs                     | 1989. április 19. (36 éves)    | Bologna FC 1909           | 5 000 000   | 2024.06.30.       |
| 9             | Marcus Thuram       | Franciaország · Guadeloupe | Parma                    | 1997. augusztus 6. (27 éves)   | Borussia Mönchengladbach  | 40 000 000  | 2028.06.30.       |
| 10            | Lautaro Martínez    | Argentína                  | Bahía Blanca             | 1997. augusztus 22. (27 éves)  | Racing Club de Avellaneda | 100 000 000 | 2026.06.30.       |
| 70            | Alexis Sánchez      | Chile                      | Tocopilla                | 1988. december 19. (36 éves)   | Olympique de Marseille    | 4 000 000   | 2024.06.30.       |

| Név                    | Poszt       | Nemzetiség              | Születési hely          | Születési idő (Kor)           | Kölcsönben itt         | Érték (€): | Kölcsön lejárta |
| ---------------------- | ----------- | ----------------------- | ----------------------- | ----------------------------- | ---------------------- | ---------- | --------------- |
| Ionut Radu             | kapus       | Románia                 | Bukarest                | 1997. május 28. (28 éves)     | AFC Bournemouth        | 3 500 000  | 2024.06.30.     |
| Zinho Vanheusden       | védő        | Belgium                 | Hasselt                 | 1999. július 29. (25 éves)    | Standard de Liège      | 4 500 000  | 2024.06.30.     |
| Mattia Zanotti         | védő        | Olaszország             | Brescia                 | 2003. január 11. (22 éves)    | FC St. Gallen          | 1 000 000  | 2024.06.30.     |
| Alessandro Fontanarosa | védő        | Olaszország             | San Gennaro Vesuviano   | 2003. február 7. (22 éves)    | Cosenza Calcio         | 750 000    | 2024.06.30.     |
| Valentín Carboni       | középpályás | Argentína · Olaszország | Buenos Aires            | 2005. március 5. (20 éves)    | AC Monza               | 5 000 000  | 2024.06.30.     |
| Martín Satriano        | támadó      | Uruguay · Olaszország   | Montevideo              | 2001. február 20. (24 éves)   | Stade Brestois 29      | 7 000 000  | 2024.06.30.     |
| Sebastiano Esposito    | támadó      | Olaszország             | Castellammare di Stabia | 2002. július 2. (23 éves)     | UC Sampdoria           | 3 500 000  | 2024.06.30.     |
| Joaquín Correa         | támadó      | Argentína · Olaszország | Juan Bautista Alberdi   | 1994. augusztus 13. (30 éves) | Olympique de Marseille | 12 000 000 | 2024.06.30.     |

## Szakmai stáb
2021. július 13-án lett frissítve.
| Vezetőedző                   | Simone Inzaghi     |
| Segédedző                    | Cristian Stellini  |
| Kapusedző                    | Adriano Bonaiuti   |
| Erőnléti edző                | Costantino Coratti |
| Erőnléti edző                | Julio Tous         |
| Orvosi személyzet vezetője   | Piero Volpi        |
| Csapat orvos                 | Alessandro Corsini |
| Csapat orvos                 | Luca Pulici        |
| Csapat orvos                 | Alessandro Quaglia |
| Gyógytornász koordinátor     | Marco Dellacasa    |
| Gyógytornász                 | Leonardo Arici     |
| Gyógytornász                 | Ramon Cavallin     |
| Gyógytornász                 | Dario Fort         |
| Gyógytornász                 | Andrea Galli       |
| Gyógytornász/Csontkovács     | Andrea Veschi      |
| Funkcionális rehabilitáló    | Andrea Belli       |
| Fő táplálkozási tanácsadó    | Matteo Pincella    |
| Labdarúgást elemző menedzser | Michele Salzarulo  |
| Fitness adatok elemző        | Giuseppe Bellistri |
| Technikai-taktikai elemző    | Alessandro Davite  |
| Technikai-taktikai elemző    | Giacomo Toninato   |

## Tulajdonosi és céginformációk
Tulajdonosok
- Oaktree Capital Management (99,6%)
- Más részvényesek (0,4%)

## Ismertebb játékosok
A félkövérrel írt játékosok ma is a csapat tagjai.
- Camillo Achilli
- Adriano
- Emilio Agradi
- Luigi Allemandi
- Alessandro Altobelli
- Antonio Valentín Angelillo
- Gino Armano
- Roberto Baggio
- Giuseppe Baresi
- Evaristo Beccalossi
- Gianfranco Bedin
- Dennis Bergkamp
- Giuseppe Bergomi
- Nicola Berti
- Mario Bertini
- Alessandro Bianchi
- Mauro Bicicli
- Graziano Bini
- Roberto Boninsegna
- Ivano Bordon
- Andreas Brehme
- Tarcisio Burgnich
- Esteban Cambiasso
- Aldo Campatelli
- Piero Campelli
- Enrico Candiani
- Nazzareno Canuti
- Armando Castellazzi
- Carlo Ceresoli
- Aldo Cevenini
- Luigi Cevenini
- Fulvio Collovati
- Sérgio Conceição
- Leopoldo Conti
- Iván Córdoba
- Mario Corso
- Hernan Crespo
- Julio Ricardo Cruz
- Edgar Davids
- Valentino Degani
- Attilio Demaría
- Luigi Di Biagio
- Youri Djorkaeff
- Angelo Domenghini
- Samuel Eto'o
- Giacinto Facchetti
- Osvaldo Fattori
- Adriano Fedele
- Giovanni Ferrari
- Pietro Ferraris
- Riccardo Ferri
- Luis Figo
- Eddie Firmani
- Livio Fongaro
- Davide Fontolan
- Angelo Franzosi
- Annibale Frossi
- Carlos Gamarra
- Giorgio Ghezzi
- Giovanni Giacomazzi
- Attilio Giovannini
- Mario Giubertoni
- Aristide Guarneri
- Paul Ince
- Jair da Costa
- Wim Jonk
- Mohamed Kallon
- Nwankwo Kanu
- Jórgosz Karangúnisz
- Jürgen Klinsmann
- Robbie Keane
- Ugo Locatelli
- Benito Lorenzi
- Lucio
- Maicon
- Andrea Mandorlini
- Giampiero Marini
- Enea Masiero
- Marco Materazzi
- Gianfranco Matteoli
- Lothar Matthäus
- Sandro Mazzola
- Giuseppe Meazza
- Diego Milito
- Siniša Mihajlović
- Carlo Muraro
- Nyers István
- Gabriele Oriali
- Gianluca Pagliuca
- Giancarlo Pasinato
- Armando Picchi
- Silvio Pietroboni
- Ricardo Quaresma
- Álvaro Recoba
- Enrico Rivolta
- Roberto Carlos da Silva
- Ronaldo
- Walter Samuel
- Giuliano Sarti
- Pietro Serantoni
- Aldo Serena
- Diego Simeone
- Lennart Skoglund
- Wesley Sneijder
- Rubén Sosa
- Paulo Sousa
- Dejan Stanković
- Luis Suárez
- Hakan Sükür
- Francesco Toldo
- Juan Sebastián Verón
- Patrick Vieira
- Christian Vieri
- Lido Vieri
- Taribo West
- Faas Wilkes
- Iván Zamorano
- Javier Zanetti
- Walter Zenga
- Diego Forlán
- Zlatan Ibrahimović
- Rodrigo Palacio
- Samir Handanović
- Fredy Guarín

## Edzők
- 1909–15  Virgilio Fossati
- 1919–20  Nino Resegotti + Francesco Mauro
- 1922–24  Bob Spotiswood
- 1924–26  Paulo Schiedler
- 1926–28  Weisz Árpád
- 1928–29  Viola József
- 1929–31  Weisz Árpád
- 1931–32  Tóth Potya István
- 1932–34  Weisz Árpád
- 1935–36  Feldmann Gyula
- 1936 00  Albino Carraro
- 1936–38  Armando Castellazzi
- 1938–40  Tony Cargnelli
- 1940–41  Giuseppe Peruchetti + Italo Zamberletti
- 1941–42  Ivo Fiorentini
- 1942–43  Giovanni Ferrari
- 1945–46  Carlo Carcano
- 1946 00  Nino Nutrizio
- 1947–48  Giuseppe Meazza
- 1948 00  Carlo Carcano
- 1948 00  John Astley
- 1949–50  Giulio Cappelli
- 1950–52  Aldo Olivieri
- 1952–55  Alfredo Foni
- 1955 00  Aldo Campatelli
- 1955–56  Giuseppe Meazza
- 1956 00  Annibale Frossi
- 1957 00  Luigi Ferrero
- 1957 00  Giuseppe Meazza
- 1957–58  Jesse Carver
- 1958 00  Giuseppe Bigogno
- 1959–60  Aldo Campatelli
- 1960 00  Camillo Achilli
- 1960 00  Giulio Cappelli
- 1960–68  Helenio Herrera
- 1968–69  Alfredo Foni
- 1969–71  Heriberto Herrera
- 1971–73  Giovanni Invernizzi
- 1973 00  Enea Masiero
- 1973 00  Helenio Herrera
- 1974 00  Enea Masiero
- 1974–75  Luis Suarez
- 1975–77  Giuseppe Chiappella
- 1977–82  Eugenio Bersellini
- 1982–83  Rino Marchesi
- 1983–84  Luigi Radice
- 1984–86  Ilario Castagner
- 1986 00  Mario Corso
- 1986–91  Giovanni Trapattoni
- 1991 00  Corrado Orrico
- 1992 00  Luis Suarez
- 1992–94  Osvaldo Bagnoli
- 1994 00  Giampiero Marini
- 1994–95  Ottavio Bianchi
- 1995 00  Luis Suarez
- 1995–97  Roy Hodgson
- 1997 00  Luciano Castellini
- 1997–98  Luigi Simoni
- 1999 00  Mircea Lucescu
- 1999 00  Luciano Castellini
- 1999 00  Roy Hodgson
- 1999–00  Marcello Lippi
- 2000–01  Marco Tardelli
- 2001–03  Héctor Raul Cúper
- 2003 00  Corrado Verdelli
- 2003–04  Alberto Zaccheroni
- 2004–08  Roberto Mancini
- 2008–10  José Mourinho
- 2010 00  Rafael Benítez
- 2011 00  Leonardo Araujó
- 2011 00  Gian Piero Gasperini
- 2011–12  Claudio Ranieri
- 2012 00  Andrea Stramaccioni
- 2012–14  Walter Mazzarri
- 2014–16  Roberto Mancini
- 2016 00  Frank de Boer
- 2016–17  Stefano Pioli
- 2017–19  Luciano Spalletti
- 2019–21  Antonio Conte
- 2021–25  Simone Inzaghi
- 2025–  Cristian Chivu

## Elnökök
- 1908–09 Giovanni Paramithiotti
- 1909–10 Ettore Strauss
- 1910–12 Carlo De Medici
- 1912–14 Emilio Hirzel
- 1914 00 Luigi Ansbacher
- 1914–19 Giuseppe Visconti Di Modrone
- 1919–20 Giorgio Hulss
- 1920–23 Francesco Mauro
- 1923–26 Enrico Olivetti
- 1926–29 Senatore Borletti
- 1929–30 Ernesto Torrusio
- 1930–32 Oreste Simonotti
- 1932–42 Ferdinando Pozzani
- 1942–55 Carlo Masseroni
- 1955–68 Angelo Moratti
- 1968–84 Ivanoe Fraizzoli
- 1984–95 Ernesto Pellegrini
- 1995–04 Massimo Moratti
- 2004–06 Giacinto Facchetti
- 2006–13 Massimo Moratti
- 2013–2018 Erick Thohir
- 2018– Steven Zhang

## Trófeák
| Típus      | Verseny                                             | Cím | Idény |
| ---------- | --------------------------------------------------- | --- | --- |
| Hazai      | Serie A                                             | 20  | 1909–10, 1919–20, 1929–30, 1937–38, 1939–40, 1952–53, 1953–54, 1962–63, 1964–65, 1965–66, 1970–71, 1979–80, 1988–89, 2005–06, 2006–07, 2007–08, 2008–09, 2009–10, 2020–21, 2023–24 |
| Hazai      | Olasz kupa                                          | 9   | 1938–39, 1977–78, 1981–82, 2004–05, 2005–06, 2009–10, 2010–11, 2021–22, 2022–23 |
| Hazai      | Olasz szuperkupa                                    | 7   | 1989, 2005, 2006, 2008, 2010, 2021, 2022 |
| Nemzetközi | Bajnokcsapatok Európa-kupája / UEFA-bajnokok ligája | 3   | 1963–64, 1964–65, 2009–10 |
| Nemzetközi | UEFA-kupa                                           | 3   | 1990–91, 1993–94, 1997–98 |
| Világ      | Interkontinentális kupa                             | 2   | 1964, 1965 |
| Világ      | FIFA-klubvilágbajnokság                             | 1   | 2010 |

1. ↑  Ezt a címet a Calciopoli botrányát követő bíróságokon ítélték oda

## Statisztikák
A félkövérrel írt játékosok jelenleg is aktívak

### Bajnokság
| A legtöbb mérkőzés - Javier Zanetti 615 - Giuseppe Bergomi 520 - Giacinto Facchetti 476 - Sandro Mazzola 418 - Mario Corso 414 - Giuseppe Baresi 392 - Giuseppe Meazza 365 - Tarcisio Burgnich 359 - Walter Zenga 328 - Alessandro Altobelli 317 |  | A legtöbb gól - Giuseppe Meazza 246 - Luigi Cevenini 156 - Benito Lorenzi 138 - Nyers István 133 - Alessandro Altobelli 128 - Sandro Mazzola 116 - Roberto Boninsegna 113 - Ermanno Aebi 106 - Christian Vieri 103 - Attilio Demaria 76 |

### Európai kupaszereplés
| A legtöbb mérkőzés - Javier Zanetti 159 - Giuseppe Bergomi 117 - Iván Córdoba 92 - Giuseppe Baresi 73 - Giacinto Facchetti 73 - Walter Zenga 71 - Alessandro Altobelli 69 - Sandro Mazzola 67 - Riccardo Ferri 62 - Tarcisio Burgnich 61 |  | A legtöbb gól - Alessandro Altobelli 35 - Giuseppe Meazza 29 - Roberto Boninsegna 22 - Adriano 18 - Sandro Mazzola 16 - Álvaro Recoba 13 - Aldo Serena 12 - Christian Vieri 12 - Obafemi Martins 12 - Julio Ricardo Cruz 12 |

### Olasz kupa
| A legtöbb mérkőzés - Giuseppe Bergomi 122 - Giuseppe Baresi 94 - Giacinto Facchetti 85 - Alessandro Altobelli 80 - Sandro Mazzola 80 - Giampiero Marini 77 - Walter Zenga 74 - Gabriele Oriali 70 - Graziano Bini 66 - Riccardo Ferri 66 |  | A legtöbb gól - Alessandro Altobelli 46 - Roberto Boninsegna 36 - Sandro Mazzola 24 - Julio Ricardo Cruz 13 - Giuseppe Meazza 12 - Eddie Firmani 11 - Aldo Serena 10 - Giacinto Facchetti 10 - Mario Corso 9 - Karl-Heinz Rummenigge 9 |

### Olasz szuperkupa
| A legtöbb mérkőzés - Javier Zanetti 7 - Dejan Stanković 7 - Esteban Cambiasso 6 - Iván Córdoba 3 - Marco Materazzi 3 - Zlatan Ibrahimović 3 - Adriano 2 - Francesco Toldo 2 |  | A legtöbb gól - Patrick Vieira 2 - Aldo Serena 1 - Dejan Stanković 1 - Enrico Cucchi 1 - Javier Farinós 1 - Hernán Crespo 1 - Juan Sebastián Verón 1 - Luís Figo 1 - Vampeta 1 |